# Sérgio Ribeiro Silva
Sergio Ribeiro Silva (Osasco 4 de junho de 1967) é um político brasileiro, filiado ao Partido dos Trabalhadores. Foi prefeito da cidade de Carapicuíba, São Paulo de 2009 até 2016.

## Biografia
Sérgio Ribeiro iniciou sua carreira política como vereador em Carapicuíba, onde desempenhou papel ativo nas discussões legislativas locais. Posteriormente, foi eleito prefeito do município, exercendo o cargo por dois mandatos consecutivos. Durante sua gestão, implementou políticas voltadas para a saúde pública, educação e infraestrutura urbana. Um dos programas destacados foi a ampliação do acesso à atenção básica em saúde, com a contratação de agentes comunitários por meio de processos seletivos.

## Prefeitura (2008/2016)
Sérgio Ribeiro iniciou sua carreira política como vereador em Carapicuíba, onde desempenhou papel ativo nas discussões legislativas locais. Posteriormente, foi eleito prefeito do município, exercendo o cargo por dois mandatos consecutivos. Durante sua gestão, implementou políticas voltadas para a saúde pública, educação e infraestrutura urbana. Um dos programas destacados foi a ampliação do acesso à atenção básica em saúde, com a contratação de agentes comunitários por meio de processos seletivos.A administração de Sérgio Ribeiro recebeu avaliações mistas da população. Enquanto alguns cidadãos reconheceram avanços em áreas como saúde e educação, outros criticaram a gestão por alegações de falta de transparência e supostas irregularidades em contratações públicas. Essas controvérsias impactaram sua popularidade, especialmente durante o segundo mandato. E Sérgio Ribeiro Silva foi declarado inelegível pela Justiça Eleitoral devido a uma condenação criminal transitada em julgado em 5 de abril de 2022. Ele foi condenado a 1 ano, 2 meses e 12 dias de reclusão, além do pagamento de 12 dias-multa, por recusar o fornecimento de dados técnicos solicitados pelo Ministério Público, essenciais para a propositura de ação civil pública . 